# Sitticus cutleri
Sitticus cutleri är en spindelart som beskrevs av Prószynski 1980. Sitticus cutleri ingår i släktet Sitticus och familjen hoppspindlar. Inga underarter finns listade i Catalogue of Life.